# Хрящівка
Хрящі́вка — село в Україні, у Сорокинській міській громаді Довжанського району Луганської області. Населення становить 27 осіб.

## Назва
Назва села утворена топонімізацією географічної назви. Хрящ — камінь, який
вивітрюється. Вибір утворюваного слова назви мотивований рельєфом місцевості.

## Географія
Географічні координати: 48°34' пн. ш. 39°37' сх. д. Часовий пояс — UTC+2. Загальна площа села — 3,375 км².
Село розташоване у східній частині Донбасу за 11 км від села Пархоменко. Через село протікає річка Сіверський Донець.

## Історія
Засноване у другій половині XVIII століття на правах рангової дачі генералом Георгієм Шевичем.
У 1951 році хутір Хрящівка отримав статус села.
12 червня 2020 року, відповідно до Розпорядження Кабінету Міністрів України № 717-р «Про визначення адміністративних центрів та затвердження територій територіальних громад Луганської області», увійшло до складу Сорокинської міської громади.
17 липня 2020 року, в результаті адміністративно-територіальної реформи та ліквідації  Сорокинського району, увійшло до складу новоутвореного Довжанського району.

## Населення
За даними перепису 2001 року населення села становило 27 осіб, з них 14,81% зазначили рідною мову українську, 85,19% — російську.